# دونگی کوزیی دول
دونگی کوزیی دول (به صربی: Donji Kozji Dol) یک منطقهٔ مسکونی در صربستان است که در ترگوویشته واقع شده‌است. دونگی کوزیی دول ۲۹۱ نفر جمعیت دارد.